# Калеро, Хуан
Хуан Хосе Калеро Сиерра (англ. Juan José Calero Sierra; род. 5 ноября 1998 года, Гинебра, Колумбия) — колумбийский футболист, нападающий клуба «Жил Висенте».

## Клубная карьера
Хуан — сын известного колумбийского вратаря Мигеля Калеро. По совету отца он выбрал позицию нападающего и начал профессиональную карьеру в бывшем клубе Мигеля — мексиканской «Пачуке». 24 сентября 2015 года в матче Кубка Мексики против «Крус Асуль» Хуан дебютировал за основную команду, заменив во втором тайме Джонатана Урретабискайю. 15 ноября в поединке против «Крус Асуль» Калеро дебютировал в мексиканской Примере, заменив во втором тайме Хорхе Эрнандеса. 14 августа 2016 года в поединке против УНАМ Пумас он сделал «дубль», забив свои первые голы за «Пачуку». В 2017 году Калеро помог «Пачуке» выиграть Лигу чемпионов КОНКАКАФ.
Летом 2018 года Калеро перешёл в «Леон». 29 сентября в матче против «Веракрус» он дебютировал за новую команду. 
Летом 2019 года в поисках игровой практики Калеро подписал контракт с «Минерос де Сакатекас». 3 августа в матче против «Атланте» он дебютировал в Ассенсо MX. 14 сентября в поединке против Потрос УАЕМ Хуан забил свой первый гол за «Минерос де Сакатекас». В следующем сезоне он забил 12 мячей и стал лучшим бомбардиром команды по итогам чемпионата. Летом 2021 года Калеро на правах аренды перешёл в португальский «Жил Висенте». 5 декабря в матче против «Фамаликана» он дебютировал в Сангриш лиге. 

## Международная карьера
В 2015 году в составе юношеской сборной Колумбии Калеро принял участие в юношеском чемпионате Южной Америки в Парагвае. На турнире он сыграл в матчах против сборных Парагвая, Уругвая, Эквадора, Аргентины и Бразилии.

## Достижения
Командные
 «Пачука»
- Победитель Лиги чемпионов КОНКАКАФ — 2016/2017